# Bradley Center
BMO Harris Bradley Center – arena w amerykańskim mieście Milwaukee w stanie Wisconsin. Jest domową halą drużyn Milwaukee Bucks (NBA), Milwaukee Admirals (AHL), męskiej drużyny koszykarskiej Marquette Golden Eagles i Milwaukee Iron (af2), a w przeszłości również Milwaukee Wave (MISL) w latach 1988–2003, Milwaukee Mustangs (AFL) w latach 1994–2001 oraz Badger Hockey Showdown w latach 1989–2002.

## Historia

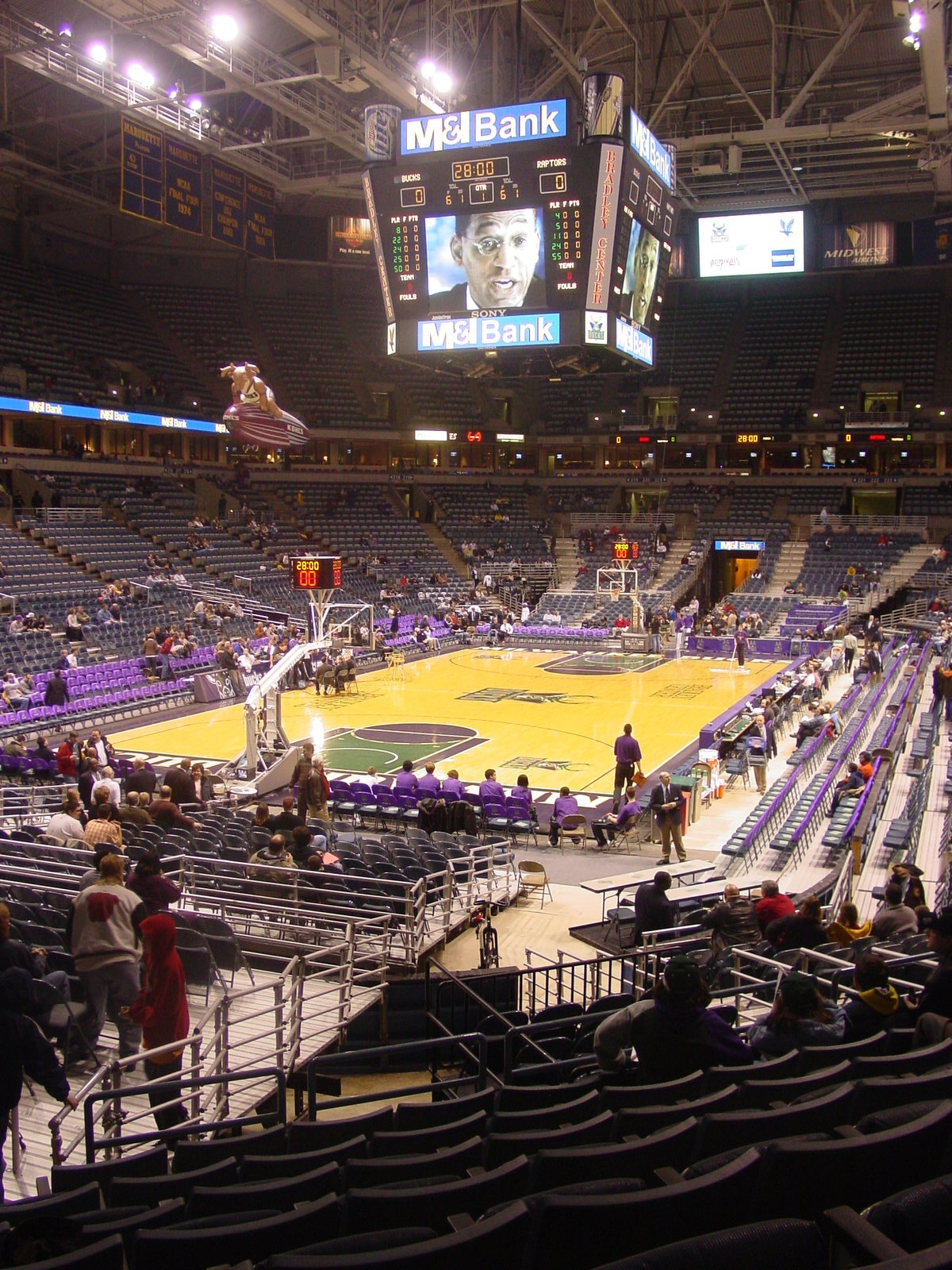
Wnętrze Bradley Center.

Arena została otwarta 1 października 1988 roku meczem hokejowym pomiędzy Chicago Blackhawks a Edmonton Oilers. Koszt jej budowy wyniósł 90 milionów dolarów, a sam obiekt miał być nowoczesnym następcą U.S. Cellular Arena, zbudowanej w 1950 roku. Bradley Center był prezentem dla stanu Wisconsin od Jane Pettit i Lloyda Pettita powstałym ku pamięci Harry'ego Lynde'a Bradleya z przedsiębiorstwa Allen-Bradley.
20 grudnia 2008 roku ludzie zebrani w Bradley Center ustanowili nowy rekord Guinnessa jako najgłośniejszy tłum w krytej arenie. Ich głosy miały natężenie 106,6 decybeli.
Mimo iż Bradley Center była jedną z głównych aren NBA w momencie otwarcia, obecnie jest 4. na liście najstarszych czynnych aren ligi (za Madison Square Garden (która w 2010 roku przeszła gruntowną renowację), Oracle Arena (która na przestrzeni lat była wielokrotnie remodelowana) i Meadowlands Arena).
Bradley Center jest unikalna w porównaniu z innymi halami, gdyż była podarunkiem od rodziny. Nie pokrywają oni jednak żadnych kosztów związanych z jej utrzymaniem, dlatego jest ona w gorszej sytuacji finansowej niż inne areny NBA. Wyposażenie również stoi na znacznie niższym poziomie, co przyczynia się do tego, iż urzędująca tam drużyna Bucks jest najniżej wycenianym zespołem ligi.
Z propozycją stworzenia nowego obiektu wyszedł właściciel Bucks Herb Kohl, jednak reakcja społeczności na budowę kolejnej areny z funduszy publicznych była w większości negatywna. W 2009 roku Gubernator Wisconsin Jim Doyle przeznaczył 5 milionów dolarów z budżetu stanu na renowację Bradley Center. Zarządcy areny ogłosili, iż koszt renowacji wyniesie w sumie 23 miliony dolarów, i że resztę gotowi są zebrać sami.
W Bradley Center miały miejsce się m.in.: Frozen Four (1993, 1997, 2006), Great Midwest Conference (1995), WWF The Main Event (1988), No Way Out (2002), Taboo Tuesday (2004), a także wiele koncertów.